# Luís Gomes Sambo
Pour les articles homonymes, voir Sambo (homonymie).
Luís Gomes Sambo est un médecin angolais, né en 1952 dans la localité de Lândana, province de Cabinda (extrême Nord de l’Angola). Il est directeur de l’Organisation mondiale de la santé pour l’Afrique.
Luís Gomes Sambo est titulaire d’un doctorat en médecine délivré par la Faculté de Médecine de l'Université d'Angola et la Faculté de Sciences médicales de l'Universidade Nova de Lisboa au Portugal et in titre de spécialité en santé publique obtenu au "Colégio de Post-Graduação Médica" d'Angola et à l'Ordre des Médecins du Portugal.
Après avoir exercé en tant que médecin de district dans la municipalité de Cacuaco, il a dirigé les services de santé dans la province de Cabinda entre 1978 à 1980 et la Coopération internationale au ministère de la santé entre 1981 à 1983.
En 1983, il est nommé Vice-ministre de la Santé et il préside le Comité national de la santé. il occupe ces postes jusqu’en 1989.
Il intègre l’Organisation mondiale de la santé, d’abord en chef de l'équipe d'appui stratégique interpays à Harare au Zimbabwe (1989), puis représentant de l'OMS en Guinée-Bissau (1990), chef de l'unité chargé de coordonner la mise en œuvre de la stratégie de la santé Pour tous (1994), directeur de la division développement des systèmes et des services de santé (1996), directeur de la gestion du programme du bureau régional de l'OMS (1998) .
Le 2 septembre 2004, il est désigné directeur régional de l'OMS pour l'Afrique par la 54e session du Comité régional de l'OMS pour l'Afrique. Cette désignation est ratifiée pour un mandat de cinq ans lors de la 115e session du Conseil exécutif du 17 au 25 janvier 2005 à Genève.